# Jonava (stacja kolejowa)
Jonava – stacja kolejowa w Janowie, w rejonie janowskim, w okręgu kowieńskim, na Litwie. Leży na linii kolejowej Koszedary-Radziwiliszki. Stacja jest zarządzana przez LTG Infra. Została otwarta w 1871.

## Historia
Stacja Janów została otwarta w XIX w. na drodze żelaznej libawsko-romeńskiej, pomiędzy stacjami Żejmy i Gajżuny.